# Бразорія (Техас)
Бразорія (англ. Brazoria) — місто (англ. city) в США, в окрузі Бразорія штату Техас. Населення — 2866 осіб (2020).

## Географія
Бразорія розташована за координатами 29°2′41″ пн. ш. 95°33′51″ зх. д. / 29.04472° пн. ш. 95.56417° зх. д. (29.044673, -95.564301).  За даними Бюро перепису населення США в 2010 році місто мало площу 6,77 км², з яких 6,77 км² — суходіл та 0,00 км² — водойми.

## Демографія
Згідно з переписом 2010 року, у місті мешкало 3019 осіб у 1147 домогосподарствах у складі 815 родин. Густота населення становила 446 осіб/км².  Було 1257 помешкань (186/км²).
Расовий склад населення:
| - 80,4 % — білих - 9,6 % — чорних або афроамериканців - 0,5 % — корінних американців - 0,4 % — азіатів - 0,1 % — вихідців з тихоокеанських островів - 7,0 % — осіб інших рас |

До двох чи більше рас належало 2,1 %. Частка іспаномовних становила 18,0 % від усіх жителів.
За віковим діапазоном населення розподілялося таким чином: 27,8 % — особи молодші 18 років, 59,8 % — особи у віці 18—64 років, 12,4 % — особи у віці 65 років та старші. Медіана віку мешканця становила 34,4 року. На 100 осіб жіночої статі у місті припадало 92,8 чоловіків;  на 100 жінок у віці від 18 років та старших — 88,7 чоловіків також старших 18 років.
Середній дохід на одне домашнє господарство  становив 57 380 доларів США (медіана — 45 076), а середній дохід на одну сім'ю — 65 006 доларів (медіана — 51 027). Медіана доходів становила 49 559 доларів для чоловіків та 31 399 доларів для жінок. За межею бідності перебувало 16,4 % осіб, у тому числі 24,0 % дітей у віці до 18 років та 4,1 % осіб у віці 65 років та старших.
Цивільне працевлаштоване населення становило 1301 особа. Основні галузі зайнятості: виробництво — 29,0 %, будівництво — 17,1 %, освіта, охорона здоров'я та соціальна допомога — 12,0 %, роздрібна торгівля — 8,7 %.